# Rodrigo Rollemberg
Rodrigo Sobral Rollemberg (Rio de Janeiro, 13 de julho de 1959) é um político brasileiro, filiado ao Partido Socialista Brasileiro (PSB). Foi governador do Distrito Federal de 1º de janeiro de 2015 até 31 de dezembro de 2018. Com a determinação do STF pela retotalização dos votos das eleições de 2022 pela Justiça Eleitoral, foi diplomado para um novo mandato de deputado federal em julho de 2025.

## Biografia
Nascido em 1959 na cidade do Rio de Janeiro, chegou a Brasília em 1960. Um dos quinze  filhos do ex-juiz e ex-deputado federal sergipano Armando Leite Rollemberg e Teresa Sobral Rollemberg. Graduou-se em 1983 em História na Universidade de Brasília.
Casado com Márcia Helena Gonçalves Rollemberg, tem três filhos. Irmão do jornalista do Senado, Armando Sobral Rollemberg.
É filiado desde 1985 ao PSB.

## Cargos eletivos

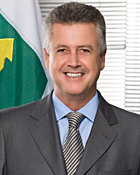
Foto oficial de senador (Agência Senado)

Em 1990 disputou sua primeira eleição para deputado distrital mas não se elegeu. Disputou novamente o mesmo cargo em 1994 e alcançou a primeira suplência, assumindo o mandato eventualmente pelas licenças do titular Wasny de Roure.
Destacou-se no combate a grilagem de terras públicas e pela defesa do turismo local. Assumiu a Secretaria de Turismo durante o governo de Cristóvam Buarque. Iniciou o Projeto Orla, de desenvolvimento do lazer e turismo na orla do Lago Paranoá, e implementou o turismo cívico.
Eleito efetivamente em 1998 a deputado distrital, com 15.942 votos, dedicou seu mandato ao combate à grilagem de terras públicas.
Lançou-se candidato a governador do Distrito Federal em 2002, obtendo o 4º lugar.
Em 2003 Rollemberg assumiu a Secretaria Nacional de Inclusão Social, do Ministério da Ciência e Tecnologia.
Em 2006, foi eleito deputado federal com 55.917 votos.
Em 2010 elege-se Senador, juntamente com Cristovam Buarque, com 738.575 votos (33,03% dos votos válidos).
Em 2014, lançou-se novamente candidato a governador do Distrito Federal, foi para o segundo turno das eleições em primeiro lugar obtendo 45,23% dos votos validos (692 855 votos), vencendo também o pleito em segundo turno com 55,56% dos votos válidos (812 036 votos). Em 2018, candidatou-se à reeleição, tendo como vice Eduardo Brandão, do Partido Verde (PV). Classificou-se para o segundo turno em segundo lugar, obtendo 210 510 votos, o que corresponde a 13,93% dos votos válidos. Foi derrotado por Ibaneis Rocha.
Em 2022, concorreu ao cargo de deputado federal e obteve 51.926 votos. Apesar de não ter sido eleito inicialmente, Rollemberg acabou conquistando a vaga após novo entendimento do Supremo Tribunal Federal, que declarou inconstitucional a regra do Código Eleitoral que restringia a distribuição das sobras eleitorais (vagas não preenchidas nas eleições proporcionais) apenas aos partidos que alcançassem pelo menos 80% do quociente eleitoral e aos candidatos que obtivessem 20% dele. Com a mudança, todos os partidos passaram a ter direito ao rateio das vagas. A maioria dos ministros também entendeu que, para limitar os efeitos da decisão apenas às eleições futuras (a partir de 2024), seriam necessários pelo menos oito votos nesse sentido — o que não ocorreu no julgamento original. Neste sentido o Tribunal Superior Eleitoral determinou a diplomação e posse de Rollemberg, na vaga que foi atribuída a Gilvan Maximo.

## Controvérsias
Em fins de 2017 o PDT e o PSD, incluindo o vice-governador Renato Santana (PSD), rompem com Rollemberg. O rompimento gerou acusações do vice contra o governador que incluíam racismo e perseguição. Rollemberg rechaçou as acusações, chamando-as de levianas.
Em abril de 2018, a Agência de Fiscalização do Distrito Federal (AGEFIS) realizou uma ação de fechamento de pousadas clandestinas na Quadra 703 Sul. Segundo a imprensa local, uma das pousadas fechada pertencia à mãe do presidente da Câmara Legislativa, Joe Valle (PDT). Após pressão do deputado Valle, Rollemberg exonerou dois servidores da AGEFIS.
Durante a Greve dos caminhoneiros no Brasil em 2018, o filho mais velho de Rolemberg postou um vídeo nas redes sociais ironizando a falta de combustível nos postos da região enquanto abastecia sua caminhonete. Após a repercussão negativa para Rollemberg, seu filho se retratou publicamente.
Em junho de 2018 a AGEFIS removeu um painel publicitário do grupo jornalístico local Metrópoles, sob a alegação de irregularidades. Em resposta, o grupo Metrópoles alegou que a remoção se tratou de um ato de censura de Rollemberg, gerando protestos da Fenaj, OAB e TV Comunitária, além de políticos locais, principalmente do vice-governador.

## Desempenho em eleições
| Ano  | Eleição                       | Interpretação | Candidato a        | Partido | Coligação                                                                        | Suplentes/Vice                                                   | Votos (% válidos)                                     | Resultado            |
| ---- | ----------------------------- | ------------- | ------------------ | ------- | -------------------------------------------------------------------------------- | ---------------------------------------------------------------- | ----------------------------------------------------- | -------------------- |
| 1990 | Distrital do Distrito Federal | —             | Deputado distrital | PSB     | Frente Popular Brasília (PDT / PCB / PSB / PSDB / PCdoB / PEB)                   | —                                                                | 2.031                                                 | Não eleito           |
| 1994 | Distrital do Distrito Federal | —             | Deputado distrital | PSB     | Sem informações disponíveis                                                      | —                                                                | ?                                                     | Não eleito           |
| 1998 | Distrital do Distrito Federal | —             | Deputado distrital | PSB     | Sem informações disponíveis                                                      | —                                                                | 15 942 (1,59%)                                        | Eleito               |
| 2002 | Distrital do Distrito Federal | —             | Governador         | PSB     | Brasília por Inteiro (PSB / PV / PHS)[carece de fontes?]                         | Juan Mendes (PSB)[carece de fontes?]                             | 1º turno: 82 369 (6,79%)                              | 4º colocado 1º turno |
| 2006 | Distrital do Distrito Federal | —             | Deputado federal   | PSB     | Sem coligação                                                                    | —                                                                | 55 917 (4,25%)                                        | Eleito               |
| 2010 | Distrital do Distrito Federal | —             | Senador            | PSB     | Novo Caminho (PRB / PDT / PT / PTB / PMDB / PPS / PHS / PTC / PSB / PRP / PCdoB) | 1º suplente: Hélio José (PT) 2º suplente: Claudio Avelar (PCdoB) | 738 575 (33,03%)                                      | Eleito 2º colocado   |
| 2014 | Distrital do Distrito Federal | —             | Governador         | PSB     | Somos Todos Brasília (PSB / SD / PDT / PSD)                                      | Renato Santana (PSD)                                             | 1º turno: 692 855 (45,23%) 2º turno: 812 036 (55,56%) | Eleito 2º turno      |
| 2018 | Distrital do Distrito Federal | —             | Governador         | PSB     | Brasília de Mãos Limpas (PSB / PV / PCdoB / PDT / REDE)                          | Eduardo Brandão (PV)                                             | 1º turno: 210 510 (13,94%) 2º turno: 451 329 (30,21%) | 2º colocado 2º turno |
| 2022 | Distrital do Distrito Federal | Até 2025      | Deputado federal   | PSB     | Sem coligação                                                                    | —                                                                | 51 926 (3,22%)                                        | Não eleito           |
| 2022 | Distrital do Distrito Federal | Após 2025     | Deputado federal   | PSB     | Sem coligação                                                                    | —                                                                | 51 926 (3,22%)                                        | Eleito               |